# Johannes Messenius
Johannes Messenius (Östergötland, 1579 – Oulu, 1636) è stato uno storico e drammaturgo svedese, autore delle prime ricerche scientifiche riguardanti la storia della Svezia.

## Biografia
Messenius era nato in una modesta famiglia di religione cattolica: suo padre Jöns Thordsson era mugnaio e i primi insegnamenti gli vennero impartiti dal parroco Magnus Andreae il quale, colpito dalla vivace intelligenza del ragazzo, lo fece accogliere, all'insaputa dei genitori, nel prestigioso Collegium Hosianum di Braunsberg, retto dai Gesuiti.
Terminati gli studi nel 1600, iniziò dei viaggi di istruzione in vari paesi d'Europa. Si recò dapprima in Danimarca; nel biennio 1602-3 fu nominato predicatore dal vescovo di Cracovia Piotr Tylicki. Si recò a Roma nel 1604, per recarsi poco dopo in Germania dove forse ottenne la laurea a Ingolstadt e il titolo di poeta di corte dall'imperatore Rodolfo II. Nel 1607 ritornò in Polonia, dapprima a Braunsberg, dove insegnò nel collegio gesuita, e poi a Danzica, dove aprì una scuola privata e sposò Lucia Grothusen, figlia di Arnold Grothusen già precettore del re di Polonia Sigismondo III Vasa, sul trono svedese dal 1592 al 1599. Nel 1608 iniziò a comporre Genealogia Sigismundi, la genealogia del re, con la speranza di guadagnare il favore del sovrano. Deluso però per la scarsa attenzione mostrata da Sigismondo, Johannes Messenius decise di ritornare in Svezia, con la speranza di recuperare la fattoria paterna confiscata dallo Stato.
Poiché re Carlo IX di Svezia era sospettoso dei cattolici e dei gesuiti, Messenius professò fede luterana e apprezzamenti per il sovrano svedese. Pubblicò la genealogia del Casato di Vasa, a cui apparteneva Carlo IX, sottolineandone l'antichità e il legame con numerose dinastie d'Europa. Scrisse anche Detecto Fraudis Jesuiticae, un libello contro i Gesuiti. Nel 1610 ottenne la cattedra di diritto all'università di Uppsala. Iniziò un periodo fecondo di studi storici, in virtù dei quali Messenius è considerato il primo indagatore critico della genealogia e della topografia svedese. Nello stesso periodo scrisse anche dei drammi rappresentati con successo. Messenius divenne molto popolare fra gli studenti di Uppsala, ma si scontrò con un suo collega Johannes Rudbeck (1581–1646) vescovo luterano di Västerås e cappellano del re Gustavo II Adolfo.
Johannes Rudbeck accusò Johannes Messenius di essere cattolico, di esser restato in contatto con i Gesuiti e di essersi trasformato in un agente in Svezia di Sigismondo III di Polonia. Nel 1616 Messenius fu condannato a morte per questi presunti intrighi politici; la pena fu commutata nella reclusione a vita che scontò nella fortezza di Kajaani in Finlandia. Durante il periodo di reclusione Messenius lavorò all'opera Scandia illustrata, una storia della Svezia, dalle origini ai suoi tempi, basata su fonti perdute, rimasta incompiuta e pubblicata postuma a partire dal 1710.
Ebbero una sorte infelice anche suo figlio Arnold Johan (1608-1651) e il nipote Arnold (1629-1651), figlio di Arnold Johan. Il giovane Arnold aveva inviato al principe ereditario Carlo Gustavo (poi re Carlo X) una satira contro la regina Cristina. Padre e figlio furono accusati, in base al componimento, di aver congiurato contro la sovrana («congiura dei Messenî»): furono entrambi condannati a morte e giustiziati.

## Opere

### Storiografiche
- Chronicon episcoporum per Sueciam, Gothiam et Finlandiam (1611)
- Tumbse veterum ac nuperorum apud Sveones regum, reginarum, ducum etc.
- Sveopentaprotopolis, etc.
- Specula (1612)
- Retorsio imposturarum (1612)
- Theatrum nobilitalis suecance (1616)
- Scandia illustrata (postuma 1710-14, 14 voll.)

### Drammi teatrali
- Disa (1611)
- Signill (1612)
- Svanhuita (1613)
- Blanckamäreta (1614)